# Melicytus
Melicytus là một chi thực vật thuộc họ Violaceae.
Bao gồm các loài:
- Melicytus crassifolius – Thick-leaved Mahoe
- Melicytus dentatus – Tree Violet
- Melicytus flexuosus B.P.J.Molloy & A.P.Druce
- Melicytus ramiflorus, J.R. & G. Forster – Māhoe hoặc Whitey-wood

## Hình ảnh

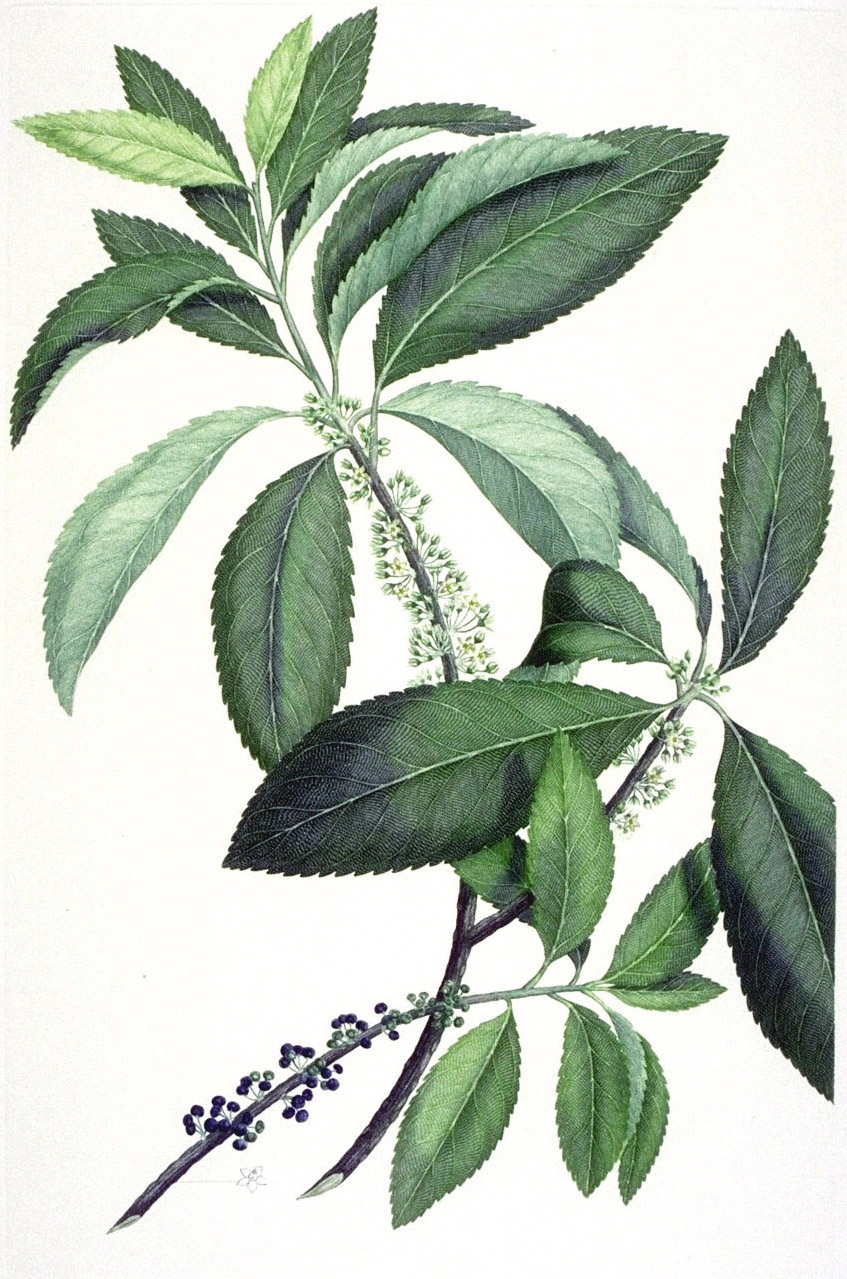
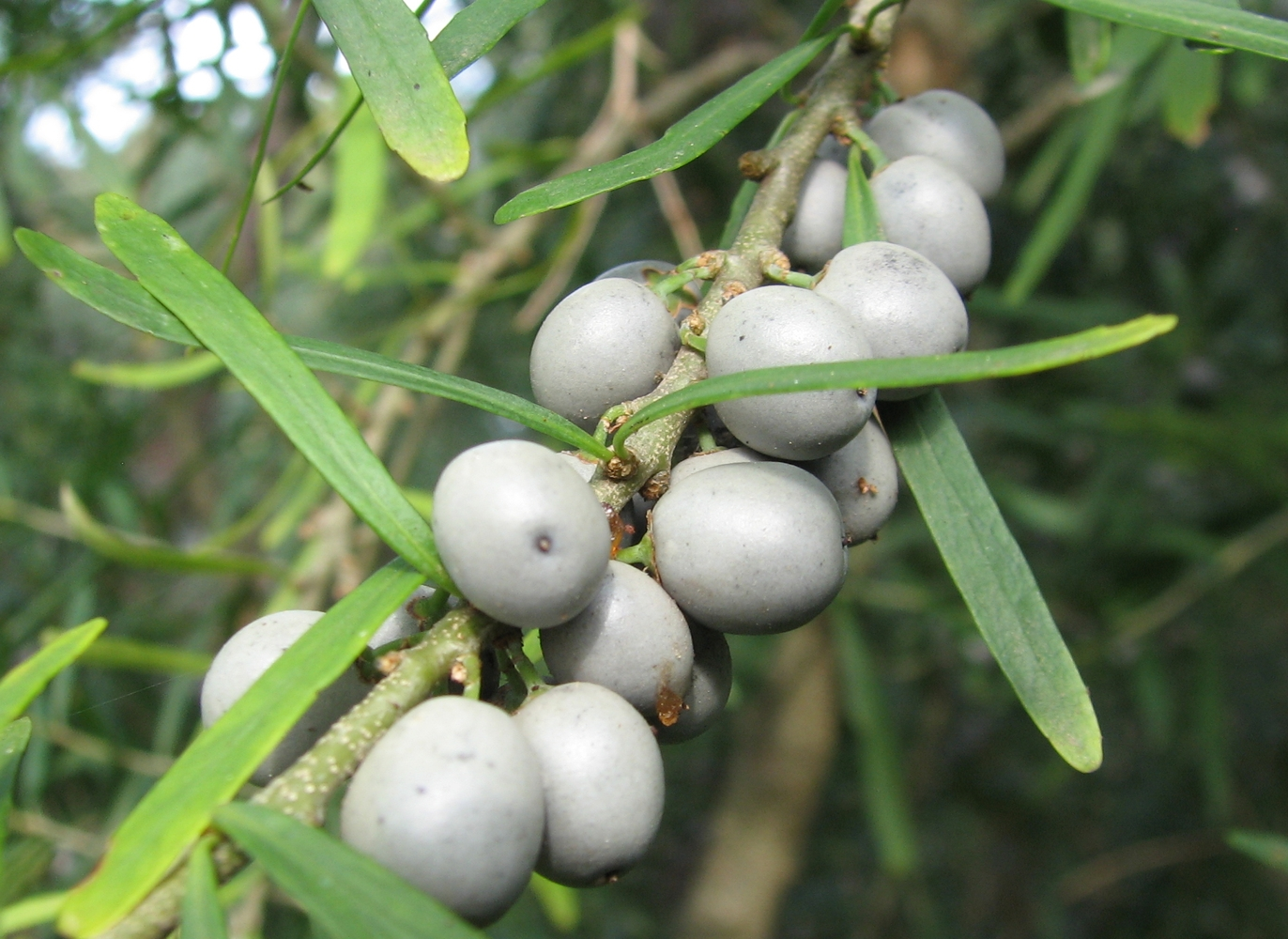